# El lápiz del carpintero
Pour plus de détails, voir Fiche technique et Distribution.
El lápiz del carpintero est un film espagnol réalisé par Antón Reixa, sorti en 2003.

## Synopsis
Février 1936, pendant la guerre d'Espagne, le docteur Daniel Da Barca, un socialiste républicain, tombe amoureux de Marisa Mallo, la fille d'un riche homme d'affaires.

## Fiche technique
- Titre : El lápiz del carpintero
- Réalisation : Antón Reixa
- Scénario : Xosé Morais et Antón Reixa d'après le roman O lapis do carpinteiro de Manuel Rivas
- Musique : Lucio Godoy
- Photographie : Andreu Rebés
- Montage : Guillermo Represa
- Production : Juan Gordon
- Société de production : Morena Films, Portozás Visión, Sogecine, TeleMadrid et Televisión de Galicia
- Pays :  Espagne
- Genre : Drame
- Durée : 106 minutes
- Dates de sortie : 
  -  Espagne : 25 avril 2003

## Distribution
- Tristán Ulloa : le docteur Daniel Da Barca
- Luis Tosar : Herbal
- María Adánez : Marisa Mallo
- Nancho Novo : Zalo
- María Pujalte : Beatriz
- Manuel Manquiña : Benito Mallo
- Anne Igartiburu : Madre Izarne
- Maxo Barjas : Laura
- Carlos Sobera : Landesa
- Sergio Pazos : le sergent Somoza
- Monti Castiñeiras : Alejandro
- Miguel de Lira : Pepe Sánchez
- Gonzalo Uriarte : le docteur Soláns
- Celso Parada : Gengis Kahn
- Santi Prego : Dombodán

## Distinctions
Le film a été nommé pour deux prix Goya.